# La Pilas
La Pilas är en ort i Mexiko.   Den ligger i kommunen La Misión och delstaten Hidalgo, i den sydöstra delen av landet, 190 km norr om huvudstaden Mexico City. La Pilas ligger 1 576 meter över havet och antalet invånare är 336.
Terrängen runt La Pilas är bergig norrut, men söderut är den kuperad. Runt La Pilas är det ganska glesbefolkat, med 42 invånare per kvadratkilometer. Närmaste större samhälle är Jacala, 12,9 km sydväst om La Pilas. I omgivningarna runt La Pilas växer huvudsakligen savannskog.